# Sant Martí de Fornells

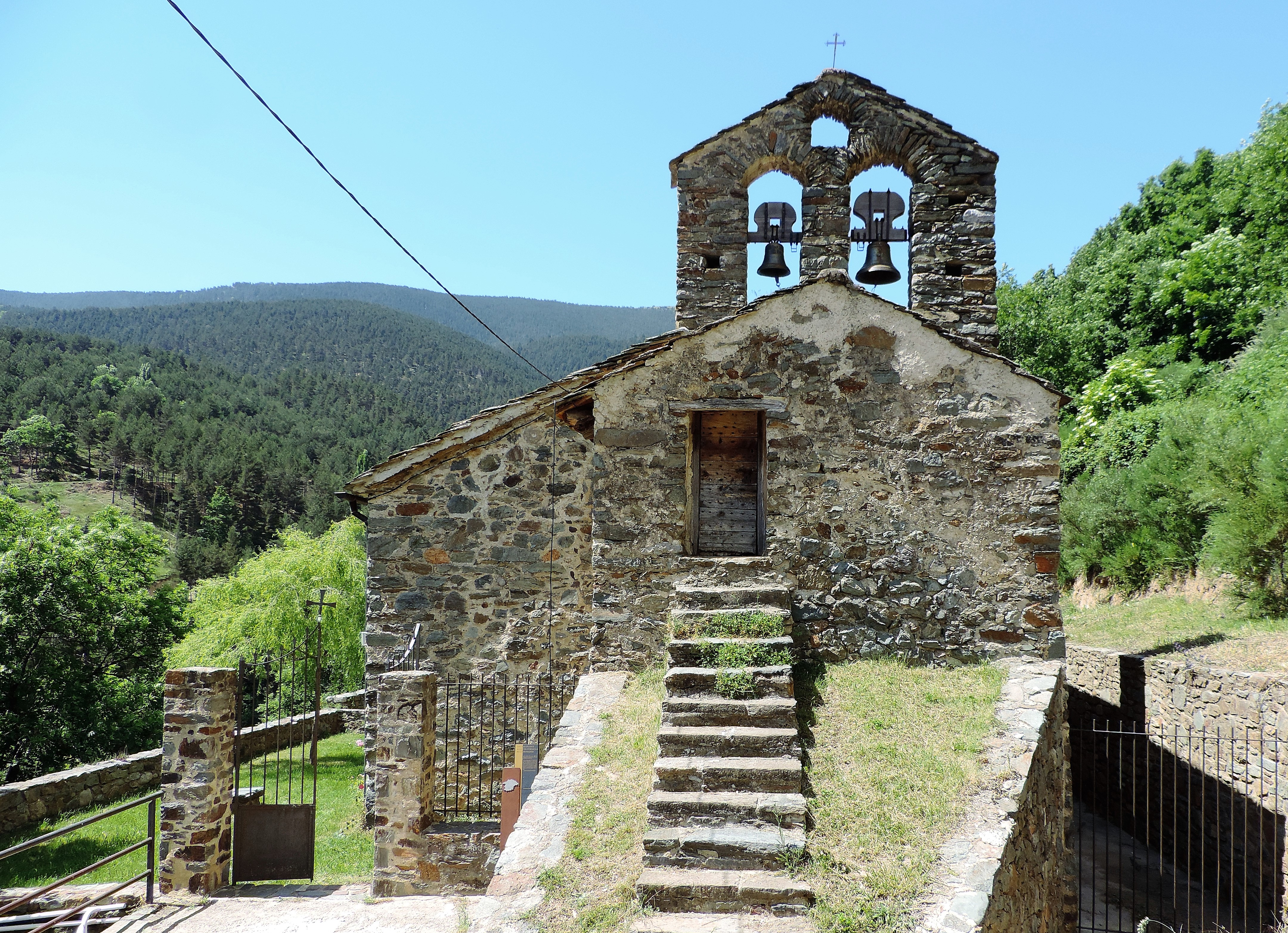

Sant Martí de Fornells és una obra del municipi de Toses (Ripollès) inclosa en l'Inventari del Patrimoni Arquitectònic de Catalunya.

## Descripció
Primitivament era una petita església amb una sola nau, pot ésser amb absis i la porta a la banda sud. Posteriorment la nau va ésser engrandida, suprimint l'absis i construint una nau més gran, com passa a Sant Julià de Vallfogona. Darrere el presbiteri hi ha la sagristia construïda sota el campanar. La part més antiga de l'església exteriorment és amb els carreus vists i l'afegit posterior arrebossat. L'interior està totalment arrebossat. La barana del cor, de ferro forjat, pot donar la data del segle xviii, i hom pensa que la construcció del qual correspon amb l'ampliació de l'església.